# La Robe blanche (roman)
Pour les articles homonymes, voir La Robe blanche (film).
La robe blanche est un récit biographique romancé de Nathalie Léger paru aux éditions P.O.L le 23 août 2018,,,. Il a reçu le prix Wepler en novembre 2018.

## Résumé
Le roman retrace l'histoire tragique de l'artiste performeuse italienne Pippa Bacca, violée et assassinée en Turquie en avril 2008 alors qu'elle faisait un « voyage de la paix » en auto-stop de Milan à Jérusalem symboliquement dans une robe de mariée.

## Prix et distinctions
- Prix Wepler 2018[5]
- Sélection prix du Roman des étudiants France Culture-Télérama 2018[6]

## Éditions
- P.O.L., 2018  (ISBN 978-2-8180-4590-9)[7].